# 约瑟夫·什季布拉尼
约瑟夫·什季布拉尼（1940年1月11日—），斯洛伐克男子足球运动员，司职中场。他曾代表捷克斯洛伐克国家队参加1962年国际足联世界杯，结果队伍获得亚军。